# Ваффен-СС
«Ва́ффен-СС» (нім. Waffen-SS, досл. «війська СС, збройні СС», нім. вимова: [ˈvafn̩ʔɛsˌʔɛs]) — бойове відділення воєнізованої нацистської організації СС. До її формувань входили громадяни нацистської Німеччини, а також добровольці та призовники як з окупованих, так і з неокупованих територій. Розформоване у травні 1945 року.
Під час Другої світової війни Ваффен-СС зросла з трьох полків до понад 38 дивізій і служила разом з Вермахтом, поліцією порядку та іншими підрозділами безпеки. Спочатку вони перебувала під контролем Головного оперативного управління СС під керівництвом рейхсфюрера СС (голови СС) Генріха Гіммлера. З початком Другої світової війни тактичне управління здійснювалося Верховним командуванням Вермахту, деякі підрозділи були підпорядковані Командному штабу Рейхсфюрера СС, який перебував під безпосереднім контролем Гіммлера.
Спочатку, відповідно до расової політики нацистської Німеччини, членство було відкрите лише для людей германського походження (так званого «арійського походження»). Правила були частково пом'якшені в 1940 році, а після вторгнення в Радянський Союз у червні 1941 року нацистська пропаганда стверджувала, що війна була «європейським хрестовим походом проти більшовизму», і згодом також були сформовані підрозділи, що складалися переважно або виключно з іноземних добровольців і призовників. Ці підрозділи Ваффен-СС складалися з переважно чоловіків з числа громадян країн окупованої нацистами Європи. Незважаючи на пом'якшення правил, Ваффен-СС все ще базувалися на расистській ідеології нацизму, а етнічним полякам (яких вважали недолюдьми) було заборонено вступати до цих формувань.
Ваффен-СС були причетні до численних злочинів. Через причетність до Голокосту, геноциду ромів та численних воєнних злочинів і злочинів проти цивільного населення, включаючи також тортури, експерименти над людьми, викрадення дітей, масові зґвалтування, сексуальне насильство над дітьми та масові вбивства, Міжнародний військовий трибунал у Нюрнберзі в 1946 році оголосив Ваффен-СС злочинною організацією. У Федеративній Республіці Німеччина поширення пропагандистських матеріалів і використання символіки СС є злочином і карається статтями 86 і 86а Кримінального кодексу Німеччини.
Комісія ООН з прав людини засуджує прославляння колишніх військовослужбовців Ваффен-СС, і, зокрема, відкриття пам'ятників і меморіалів, а також проведення публічних демонстрацій колишніх військовослужбовців Ваффен-СС.

## Підрозділи

### Армії
Під час війни було створено дві армії: 6-ту і 11-ту танкові армії СС.

### Корпуси
- 1-й танковий
- 2-й танковий
- 3-й танковий
- 4-й танковий
- 5-й гірський
- 6-й
- 7-й танковий
- 8-й кавалерійський (існував тільки на папері)
- 9-й хорватський гірський
- 10-й
- 11-й
- 12-й
- 13-й
- 14-й
- 15-й козацький кавалерійський
- 16-й
- 17-й
- 18-й
- Медичний[en]
- Британський добровольчий
- «Данмарк»
- Сербський добровольчий
- Данський добровольчий «Шальбург»

### Дивізії
Усі дивізії Ваффен-СС були впорядковані за єдиним порядковим номером по мірі формування, незалежно від типу. Загалом їх було сформовано 38, починаючи з перших трьох у 1933 році і до дев'яти лише у 1945 році; також планувалося формування ще 7-ми. Ті з них, що мали національну приналежність, були принаймні номінально набрані з представників цих національностей. Багато з пізніше сформованих підрозділів з більшою чисельністю насправді були невеликими бойовими групами (Kampfgruppen), а дивізіями — лише за назвою.
Загалом у військах СС було:
- 7 танкових дивізій;
- 6 моторизованих дивізій;
- 4 кавалерійські дивізії;
- 6 гірськопіхотних дивізій;
- 17 піхотних дивізій.

### Бригади
- 1-ша моторизована
- 2-га моторизована
- 3-я естонська добровольча[en]
- 4-та панцергренадерська «Нідерланди»
- 5-а добровольча штурмова «Валлонія»
- 6-а добровольча штурмова «Лангемарк»
- Штурмбригада «Рейхсфюрер СС»
- 8-а добровольча штурмова «Франція»[en]
- Кавалерійська
- Танкова «Вестфален»
- Допоміжної поліції порядку «Зіглінг»
- Штурмова «Дірлевангер»
- 49-та панцергренадерська
- 51-ша панцергренадерська
- 150-та танкова
- Добровольча гренадерська «Ландштурм Нідерландів»

## Втрати

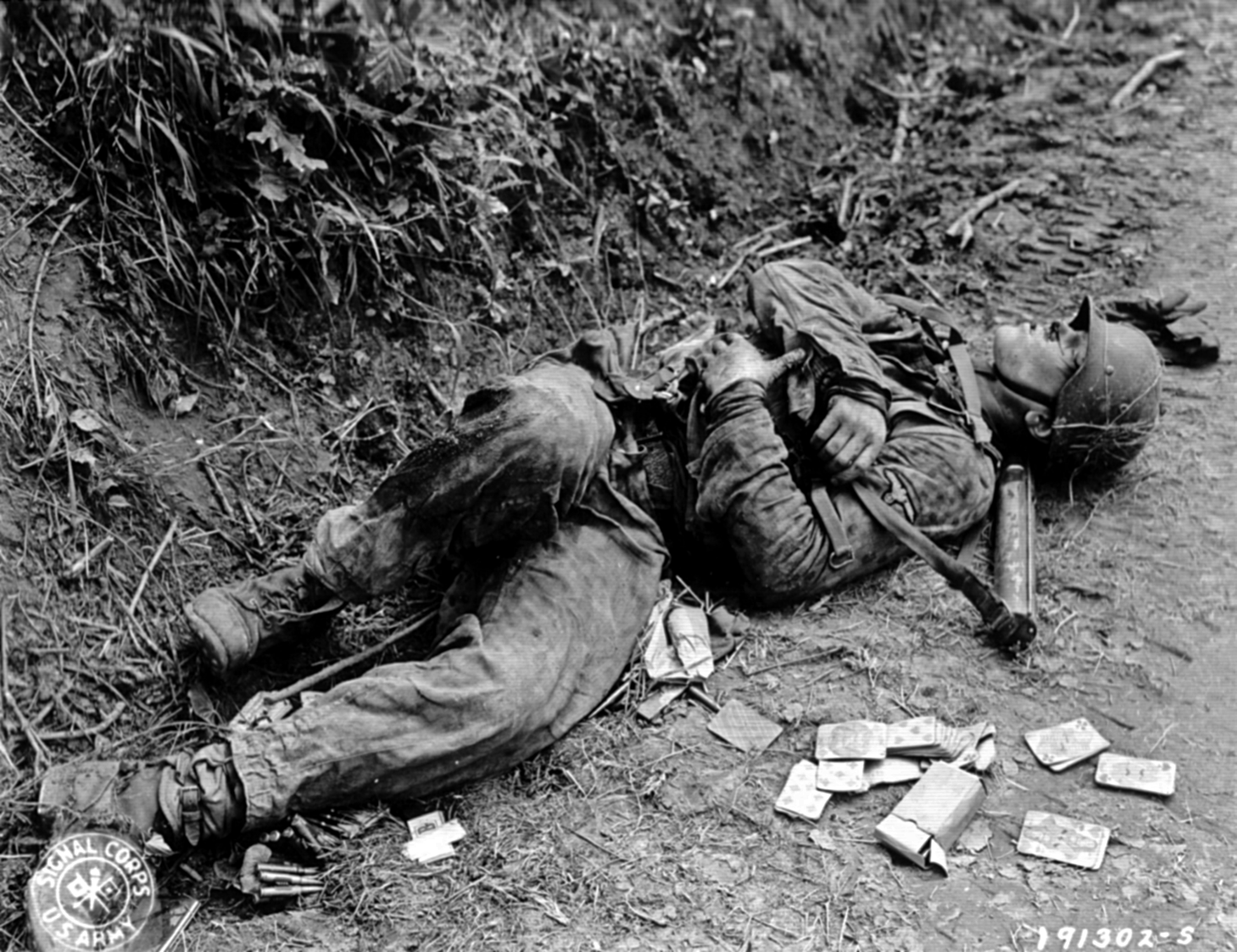
Загиблий член Ваффен-СС на півночі Франції, червень 1944 року

Військовий історик Рюдігер Оверманс підрахував, що втрати Ваффен-СС склали 314 000 загиблих. Рівень втрат не був суттєво вищим, ніж у Вермахті загалом, і був порівнянним з показниками бронетанкових дивізій сухопутних військ та парашутно-десантних з'єднань Люфтваффе.

## Воєнні злочини
Загальні СС відповідали за управління концентраційними таборами і таборами смерті. Багато їх члені і членів СС-Тотенкопфвербанд згодом стали членами Ваффен-СС, сформувавши початкове ядро 3-ої танкової дивізії СС «Тотенкопф».
Ряд медичних працівників СС, що входили до складу Ваффен-СС, були визнані винними у злочинах під час Нюрнберзького процесу над лікарями, що проходив у 1946—1947 роках, за нацистські експерименти над людьми, які вони проводили у таборах.
Згідно з виданням «Сучасний геноцид: Збірка основних джерел і документів», Ваффен-СС відігравали «першорядну роль» у ідеологічній війні на винищення (Vernichtungskrieg), і не лише як фронтові чи тилові охоронні формування — третина членів айнзатцгруп (мобільних ескадронів смерті), відповідальних за масові вбивства, особливо євреїв, слов'ян і комуністів, були набрані з особового складу Ваффен-СС до вторгнення на територію Радянського Союзу.
Будівельне управління Ваффен-СС побудувало газові камери в Аушвіці, і, за словами Рудольфа Гесса, близько 7000 охоронців служили в цьому таборі.
- 27 травня 1940 року на фермі Ле-Парадіз у Франції рота лейтенанта Фріца Кнохлейна з дивізії СС «Мертва голова» зіштовхнулася із запеклим опором англійських солдатів 2-го батальйону Королівського Норфолкського полку. Прикриваючи відхід своїх військ, англійські солдати билися до останнього патрона. Коли патрони скінчилися, 100 англійських солдатів, піднявши білий прапор, здалися в полон. Однак за наказом Кнохлейна їх вишикували вздовж стіни сараю і розстріляли. Англійців, які залишилися в живих, добивали багнетами. Врятувалося всього двоє солдатів, за свідченнями яких після війни було знайдено учасників страти[31][32]
- В Орадур-сюр-Глан 10 червня 1944 року рота 2-ї танкової дивізії СС «Райх» розстріляла або спалила живцем у своїх будинках 642 людини, серед них 245 жінок і 207 дітей[33]
- «Різня в Охоті» 4 — 25 серпня 1944. Здійснена 29-тою гренадерською дивізією СС «РОНА» (1-ша російська) під керівництвом Броніслава Камінського в районі Варшави Охота під час придушення Варшавського повстання[34]
- Трагедія в Гуті Пеняцькій 1944 року в окупованій Польщі (нині — Бродівський район, Львівська область, Україна) деякими істориками приписується 14-ій Галицькій добровольчій дивізії СС,[35][36] інші ж стверджують що масове вбивство було скоєне 4-им галицьким добровольчим полком СС, що був створений з частини добровольців, які не потрапили до першого набору в дивізію «Галичина»,[37][38] але не був підпорядкованим дивізії напряму, або айнзатцгрупа «Рейнгольд» під керівництвом оберштурмбанфюрера СС Фрідріха-Вільгельма Бока[39]

2016 року парламент Польщі визнав злочини членів 14-ої гренадерської дивізії СС «Галичина» проти польського населення геноцидом.

## Післявоєнна доба

### Україна
28 квітня, щорічно, у Львові проводиться парад «вишиванок» в честь членів СС «Галичина». 30 квітня 2021 року, після проведення такого маршу в Києві, президент України Володимир Зеленський заявив про це: «Категорично засуджуємо будь-які прояви пропаганди тоталітарних режимів, зокрема націонал-соціалістичного, та спроби переглянути правду про Другу світову війну. Не було й не могло бути жодного українського інтересу в тому, що нацисти намагалися використовувати людей на захоплених територіях заради своїх цілей. Розгром нацизму був перемогою для нашого народу. Українці разом з іншими народами вибороли право на життя». Проведення маршу також було засуджено урядами Німеччини та Ізраїлю.